# Daphne
Daphne es un género de plantas arbustivas propio de Eurasia establecido por Carlos Linneo en 1753. Pertenece a la familia de las Thymelaeaceae y lo componen unas 70 especies tanto perennes como caducas entre las que se incluyen la lauréola y el torvisco.
Algunas especies del género Daphne pueden alcanzar hasta un metro de altura. Tienen flores pequeñas, frecuentemente fragantes, que se arraciman en la punta de las ramas, que carecen de pétalos y con cáliz formado por sépalos fusionados que se extienden en cuatro lóbulos. Dan fruto en baya (drupa) que, en este género, es venenosa.

## Taxonomía
El género fue descrito por Carlos Linneo y publicado en Species Plantarum 1: 356. 1753.
Etimología
Daphne; nombre genérico que lo encontramos mencionado por primera vez en los escritos del médico, farmacéutico y botánico griego que practicaba en la antigua Roma, Dioscórides. Probablemente en la denominación de algunas plantas de este género se recuerda la leyenda de Apolo y Dafne. El nombre de Daphne en griego significa "laurel", ya que las hojas de estas plantas son muy similares a las del laurel.

## Especies
- Daphne acutiloba
- Daphne alpina
- Daphne altaica
- Daphne angustiloba
- Daphne arbuscula
- Daphne arisanensis
- Daphne aurantiaca
- Daphne axillaris
- Daphne bholua
- Daphne blagayana
- Daphne brevituba
- Daphne caucasica
- Daphne championii
- Daphne cneorum
- Daphne depauperata
- Daphne emeiensis
- Daphne erosiloba
- Daphne esquirolii
- Daphne feddei
- Daphne gemmata
- Daphne genkwa
- Daphne giraldii
- Daphne glomerata
- Daphne gnidioides
- Daphne gnidium
- Daphne gracilis
- Daphne grueningiana
- Daphne holosericea
- Daphne jasminea
- Daphne jezoensis
- Daphne jinyuensis
- Daphne kamtschatica
- Daphne kiusiana
- Daphne kosaninii
- Daphne laciniata
- Daphne laureola
- Daphne leishanensis
- Daphne limprichtii
- Daphne longilobata
- Daphne longituba
- Daphne macrantha
- Daphne malyana
- Daphne mezereum
- Daphne modesta
- Daphne mucronata
- Daphne myrtilloides
- Daphne odora
- Daphne oleoides
- Daphne papyracea
- Daphne pedunculata
- Daphne penicillata
- Daphne petraea
- Daphne pontica
- Daphne pseudomezereum
- Daphne purpurascens
- Daphne retusa
- Daphne rhynchocarpa
- Daphne rodriguezii
- Daphne rosmarinifolia
- Daphne sericea
- Daphne sophia
- Daphne striata
- Daphne sureil
- Daphne tangutica
- Daphne tenuiflora
- Daphne tripartita
- Daphne xichouensis
- Daphne yunnanensis